# بریتولی
بریتولی (به ایتالیایی: Brittoli) یک کومونه در ایتالیا است که در استان پسکارا واقع شده‌است.

## خصوصیات
بریتولی ۱۵٫۸۱ کیلومترمربع مساحت و ۳۶۰ نفر جمعیت دارد و ۷۷۹ متر بالاتر از سطح دریا واقع شده‌است.